# Serrat del Clot de l'Olla
El Serrat del Clot de l'Olla és una serra situada al municipi d'Alins a la comarca del Pallars Sobirà, amb una elevació màxima de 2.860 metres.